# 沖隆二郎
沖 隆二郎（おき りゅうじろう、1952年10月25日 - ）は、日本の俳優。兵庫県津名郡（現 淡路市）出身。特技：柔道二段、殺陣、乗馬。

## 経歴
兵庫県立津名高等学校卒業後上京、1971年4月三島由紀夫主宰の浪曼劇場俳優養成所に入所し1972年3月卒業するもその日に劇団が解散。6月劇団新国劇に入団、「大山克巳」に師事する。数々の名作公演に出演。退団後、芸能事務所に所属し映画、TV、舞台、CM等多数出演する。1990年から1991年、ニューヨークでHBスタジオとED KOVENCEのワークショップで演技を学ぶ。

## 出演

### 映画
- 影武者
- 乱
- 夢
- まあだだよ
- 雨あがる
- キネマの天地
- ゴジラVSメカゴジラ

### テレビドラマ
- 孤独のグルメ Season4 第12話 （2014年9月24日、テレビ東京）  - 常連男性客1 役